# Argante (saraceno)
Argante è un personaggio letterario della Gerusalemme liberata di Torquato Tasso, ed è uno tra i principali antagonisti dell'opera.

## Descrizione
Argante è un giovane guerriero originario della Circassia, entrato al servizio del califfo d'Egitto e diventato poi un suo alto ufficiale. All'inizio del poema viene inviato come messaggero di pace presso Goffredo di Buglione, comandante delle armate crociate, e poi si sposta a Gerusalemme per combattere sotto il re Aladino. 
Argante è descritto come un combattente feroce, impavido, impaziente ma valoroso. Combatte sempre in prima linea insieme a Clorinda e sfida a duello i più valenti cavalieri cristiani: in queste occasioni, duella alla pari con Tancredi (il più forte dei cristiani insieme a Rinaldo), e poi con Raimondo.

## Nella vicenda

### Canto II
Argante appare per la prima volta insieme ad Alete, entrambi inviati dal califfo d'Egitto come messaggeri presso l'esercito crociato. Quando Goffredo rifiuta i termini di pace e dona una spada ad Argante in segno di rispetto, Argante lo minaccia aspramente e si dirige subito a Gerusalemme per prepararsi a combattere.

### Canto III
Durante la prima battaglia sotto le mura di Gerusalemme, Argante aggira l'esercito cristiano e lo attacca a sorpresa su un fianco. In quest'occasione si scontra brevemente con Rinaldo, poi, durante la ritirata, uccide Dudone, l'anziano ma valoroso capitano dei soldati di ventura che militano insieme ai crociati.

### Canto VI
Impaziente di tornare a combattere, Argante chiede il permesso di sfidare a duello i cavalieri cristiani. Re Aladino gli chiede di aspettare finché non arriveranno i rinforzi di Solimano, che però Argante disprezza per via delle sue recenti sconfitte che gli sono costate un intero regno. Argante si presenta al campo dei crociati e per primo viene a sfidarlo Ottone, un cavaliere giovane e irruento. Pur riuscendo a mettere a segno un paio di colpi, Ottone viene inevitabilmente sconfitto e catturato. Allora si fa avanti Tancredi, e i due sfidanti si affrontano ad armi pari in uno scontro feroce. Al calar del sole, il duello viene rinviato a sei giorni di distanza, a condizione che lo sfidante sia ancora Tancredi e che Argante porti con sé il prigioniero.

### Canto VII
Il giorno del nuovo duello, Argante si presenta in anticipo e senza che le sue ferite siano ancora del tutto guarite. Tancredi però non c'è, perché pochi giorni prima si era allontanato per inseguire Erminia (travestita da Clorinda) ed era rimasto imprigionato nel castello di Armida. Al suo posto raccoglie la sfida il vecchio Raimondo, che combatte con la protezione di un angelo custode. La spada di Argante si spezza sullo scudo del nemico, e in preda all'ira il pagano scaglia l'elsa contro Raimondo. Il duello viene interrotto dall'intervento sleale di un arciere pagano, e ne deriva una battaglia a tutto campo. Argante riesce comunque a far ritirare i suoi uomini e ad uccidere numerosi cavalieri cristiani, incurante delle ferite.

### Canto IX
Durante l'assalto notturno al campo dei cristiani ad opera di Solimano, Argante e Clorinda lanciano un attacco congiunto e causano gravi danni ai nemici. Anche in questa occasione, Argante miete molte vite di valorosi cavalieri crociati.

### Canto X
Argante partecipa al consiglio di Re Aladino, dove esorta i pagani ad attaccare e resistere con tutte le forze in attesa dei rinforzi da parte del califfo d'Egitto. Quando arriva Solimano, scortato dal mago Ismeno, il re gli cede il posto sul suo trono in segno di rispetto e tutti i presenti gli porgono omaggio. Solo Argante resta in piedi e lo guarda con disprezzo.

### Canto XI
Argante gioca un ruolo fondamentale nella difesa di Gerusalemme dall'assalto dei cristiani. Insieme a Solimano e Clorinda, sostiene l'assedio dalla cima delle mura, dopodiché, quando gli arieti dei nemici aprono una breccia, si lancia a terra a chiudere il passaggio combattendo corpo a corpo. Alla fine i cadaveri e i relitti delle armi da assedio distrutte sono così tanti da costituire una barriera che chiude il buco lasciato nelle mura.

### Canto XII
Clorinda suggerisce di compiere una sortita notturna per bruciare la torre da assedio dei cristiani, la loro arma più temibile. Argante insiste per accompagnarla nell'impresa, e insieme i due hanno successo. Nella ritirata, però, Clorinda resta impacciata in uno scontro con gli inseguitori, e Argante si accorge troppo tardi della sua assenza. Una volta saputo della morte di Clorinda per mano di Tancredi, Argante giura di vendicarla.

### Canto XIX
Argante affronta in duello Tancredi, dal quale rimane ucciso.